# Elaeocarpus japonicus
Elaeocarpus japonicus — вид рослин родини Elaeocarpaceae. Це вічнозелене дерево висотою до 20 метрів. Воно поширене в південному Китаї, В'єтнамі і Японії.